# 達夫群島
達夫群島是太平洋所羅門群島的小型群島，由泰莫圖省管轄，座標9°31′48″S 167°4′48″W / 9.53000°S 167.08000°W，主島是陶馬科島（Taumako），島上有約500名居民，他們以波利尼西亞人為主，從事自給農業和捕魚。

## 外部連結
- The Vaka Taumako Project （页面存档备份，存于）

9°31′48″S 167°04′48″W / 9.530°S 167.080°W